# Eurystomina filiformis
Eurystomina filiformis är en rundmaskart. Eurystomina filiformis ingår i släktet Eurystomina, och familjen Enchelidiidae. Arten är reproducerande i Sverige.